# Víktor Mamátov
Víktor Fiódorovich Mamátov –en ruso, Виктор Фёдорович Маматов– (Belovo, 21 de julio de 1937-27 de octubre de 2023) fue un deportista soviético que compitió en biatlón, doble campeón olímpico y cuatro veces campeón mundial.

## Trayectoria
Participó en dos Juegos Olímpicos de Invierno, Grenoble 1968 y Sapporo 1972, obteniendo una medalla de oro en cada edición, ambas en la prueba por relevos. Ganó seis medallas en el Campeonato Mundial de Biatlón entre los años 1967 y 1971.
Fue el abanderado de la Unión Soviética en la ceremonia de apertura de los Juegos de Grenoble 1968.
Cursó estudios superiores en el Instituto de Ingenieros de Transporte Ferroviario de Novosibirsk y en el Instituto Estatal de Cultura Física de Omsk.
Después de retirarse de la competición trabajó como entrenador de biatlón, entre 1974 y 1976 para la selección juvenil soviética, entre 1981 y 1985 para la selección absoluta soviética y entre 1998 y 2002 para la selección rusa. De 1989 a 1992 fue presidente de le Federación Soviética de Biatlón, y posteriormente vicepresidente de la Unión Rusa de Biatlón.
Por su trayectoria, recibió diversas condecoraciones: la Orden de la Bandera Roja del Trabajo (1972 y 1988), la Orden de la Amistad de los Pueblos (1994), la Orden al Mérito por la Patria en grado IV (1999) y la Medalla de la Distinción Laboral. Además, el Comité Olímpico Internacional lo distinguió en 2008 con la Medalla Pierre de Coubertin.

## Palmarés internacional
| Juegos Olímpicos   | Juegos Olímpicos        | Juegos Olímpicos  | Juegos Olímpicos |
| Año                | Lugar                   | Medalla           | Prueba           |
| ------------------ | ----------------------- | ----------------- | ---------------- |
| 1968               | Grenoble (Francia)      | Medalla de oro    | Relevo           |
| 1972               | Sapporo (Japón)         | Medalla de oro    | Relevo           |
| Campeonato Mundial |                         |                   |                  |
| Año                | Lugar                   | Medalla           | Prueba           |
| 1967               | Altenberg (RDA)         | Medalla de oro    | Individual       |
| 1967               | Altenberg (RDA)         | Medalla de plata  | Relevo           |
| 1969               | Zakopane (Polonia)      | Medalla de oro    | Relevo           |
| 1970               | Östersund (Suecia)      | Medalla de oro    | Relevo           |
| 1970               | Östersund (Suecia)      | Medalla de bronce | Individual       |
| 1971               | Hämeenlinna (Finlandia) | Medalla de oro    | Relevo           |